# جرارد هوئرتا
جرارد هوئرتا (به انگلیسی: Gerard Huerta) یک تایپوگراف و طراح گرافیک آمریکایی است. او که در جنوب کالیفرنیا به دنیا آمد و بزرگ شد، از کالج طراحی آرت‌سنتر فارغ التحصیل شد و کار خود را در سی‌بی‌اس رکوردز در نیویورک آغاز کرد و آثار هنری و لوگوهایی برای گروه‌های موسیقی چون ای‌سی/دی‌سی، بوستون، ویلی نلسون، تد نیوجنت، بلو اویستر کالت، ریک درینجر، باب دیلن، رمزی لوئیس، دی آیلی برادرز، هارولد ملوین و دی بلو نتز، جورج بنسون، روپرت هلمز، استیون استیلز، آلوین لی، گروه چارلی دنیلز و بسیاری دیگر خلق کرد.

لوگوی نمادین رعد و برق گروه موسیقی ای‌سی/دی‌سی، اثر: جرارد هوئرتا

پس از ترک سی‌بی‌اس، هوئرتا برای آلبوم‌های ولتاژ بالا (High Voltage) و بگذار راک وجود داشته باشد (Let There Be Rock) برای ای‌سی/دی‌سی، حروفی طراحی کرد که مورد اخیر به عنوان لوگوی نمادین رعد و برق ای‌سی/دی‌سی کنونی پذیرفته شده است (بیشترین لوگوی خال‌کوبی شده در تاریخ است). او همچنین لوگوها و کاورهایی را برای فارینر، فایرفال، شیکاگو و دی آوت‌لاوز طراحی کرد. هوئرتا با راجر هایسن در برندسازی فیلم ۱۹۸۰ میلادیِ کلینت ایستوود، با عنوان برانکو بیلی و همچنین بیست‌و‌هشتمین دورهٔ مسابقات سوپر‌بول همکاری کرد و حروفی را برای سی‌و‌چهارمین دورهٔ مسابقات سوپر‌بول، دختر معدنچی زغال‌سنگ، جمعه سیزدهم قسمت سوم، و اثر هنری یک-ورقی برای آتلانتیک سیتی و پیشتازان فضا ۳: جستجو برای اسپاک طراحی کرد. او همچنین به مدت ده سال برای رویداد سالانهٔ جام پرورش‌دهندگان، لوگوهای زمینه هنری ایجاد کرد.
هوئرتا کار خود را فراتر از صنایع ضبط موسیقی و فیلم گسترش داد تا لوگوهایی برای برندهای ارتش سوئیس، شبکهٔ ام‌اس‌جی، اچ‌بی‌او، سی‌بی‌اس رکوردز، ماسترورکز، والدن‌بوکز، اسپلینگ اینترتینمنت، نابیسکو، کَلوین کلاینز اترنیتی، اریستا رکوردز، تایپ دایرکتورز کلاب، پپسی، موزهٔ ملی گیتار و باشگاه کانتری شبه جزیرهٔ مونتری طراحی کند، علاوه بر آن سرصفحهٔ نشریاتی چون تایم، مانی، پیپل، ماهنامهٔ آتلانتیک، پی‌سی مگزین، ادویک، یواس، كُندی نست تراولر، ورکینگ مادر، وُردپرفکت، امریکن لاویر، نشنال لاو جُرنال، نشنال کاتولیک رجیستر، ایلوستریشن، کانکتیکات پُست، و آرکیتکچورال دایجست و همچنین طراحی حروف الفبای شرکتی برای والدن‌بوکز، تایم-لایف، پپسی و كُندی نست را انجام داده است. او همچنین صفحه‌های ساعت را برای ساعت‌های اورجینال ارتش سوئیس و خط کامل آن به مدت چهارده سال طراحی کرد و همچنین تصویرسازی‌های محصولات آن را ایجاد کرد.
هوئرتا همچنین ساز زهیِ کاملاً قابل نواختن چند-دسته معروف به راک اوک (The Rock Ock) را برای موزهٔ ملی گیتار طراحی کرد که به همراه هنر گیتار وینتیج در حال تور است. اثر وی در مجموعهٔ دائمی موزهٔ هنر مدرن است.